# USA Network
USA Network és un canal de cable bàsic nord-americà propietat de la NBCUniversal Television and Streaming Division de NBCUniversal, filial de Comcast. Es va llançar originalment el 1977 amb el nom de Madison Square Garden Sports Network, un dels primers canals nacionals de televisió per cable esportiva, abans de rellançar-se com a USA Network el 1980. Un cop jugador menor de televisió de pagament de nivell bàsic, els Estats Units han guanyat popularitat a causa de la seva programació original; és una de les quatre grans cadenes de televisió amb subscripció (amb TBS, TNT i FX) que també emet repeticions sindicades de sèries de televisió en xarxa i antigues i llargmetratges estrenats teatralment, a més de programació esportiva limitada i WWE.
Al setembre de 2018, USA Network estava disponible per a prop de 90,4 milions de llars (el 98% de les llars amb televisió de pagament) als EUA.